# لورا سانچز (غواص)
لورا سانچز (انگلیسی: Laura Sánchez؛ زادهٔ ۱۶ اکتبر ۱۹۸۵) ورزشکار شیرجه اهل مکزیک است.
وی در مسابقات کشوری و بین‌المللی در مجموع برندهٔ ۴ مدال طلا، ۳ مدال نقره، ۲ مدال برنز شده‌است.